# Grand Prix automobile d'Autriche 2002
GP précédent GP suivant
Le Grand Prix automobile d'Autriche 2002 (Grosser A1 Preis von Österreich 2002), disputé sur l'A1 Ring en Autriche le 12 mai 2002, est la 686e épreuve de l'histoire du championnat du monde de Formule 1 courue depuis 1950 et la sixième manche du championnat 2002.

## Déroulement de la course
Ce Grand Prix connut une polémique lorsque la Scuderia Ferrari demanda à son pilote Rubens Barrichello, en tête après les ravitaillements, de ralentir pour laisser passer son coéquipier Michael Schumacher. Le Brésilien freina à l'approche du drapeau à damier pour donner la victoire au pilote allemand. Bien qu'à l'époque les consignes d'équipe n'étaient pas interdites, le podium fut hué par les spectateurs lorsque Michael Schumacher laissa à Rubens Barrichello sa place sur la première marche du podium. Ferrari a été pénalisée par une amende d'un million de dollars, non pour cette consigne d'équipe, mais pour la violation du protocole par les pilotes. Par la suite, le règlement de la Formule 1 a été revu afin d'éviter qu'un tel incident ne se reproduise.

## Classement

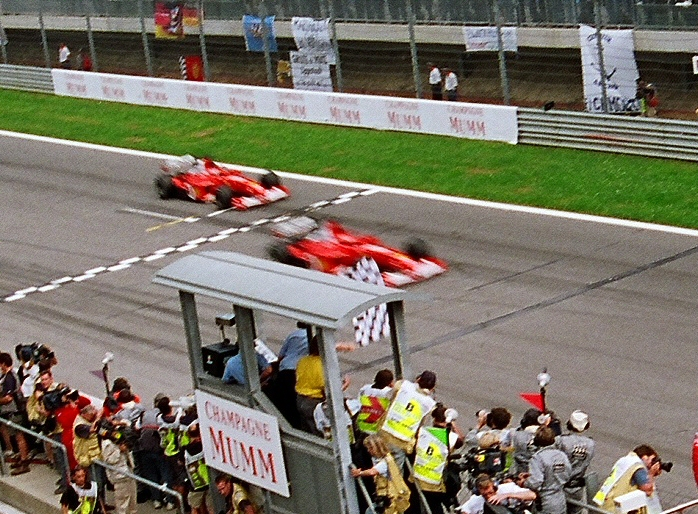
L'arrivée très controversée des Ferrari au GP d'Autriche 2002.

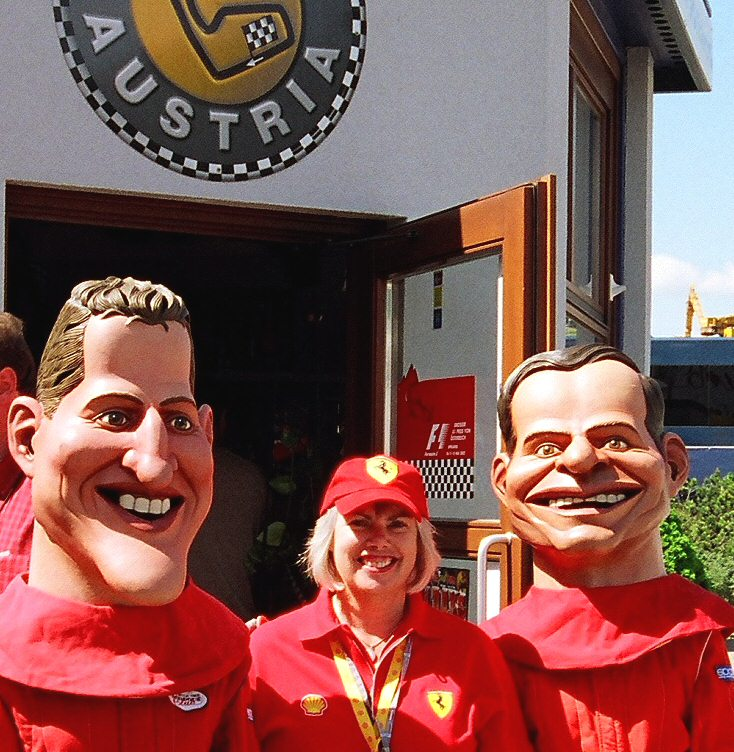
La farce Ferrari en Autriche en 2002.

| Pos  | N° | Pilote                | Écurie           | Tours | Temps/Abandon                      | Grille | Points |
| ---- | -- | --------------------- | ---------------- | ----- | ---------------------------------- | ------ | ------ |
| 1    | 1  | Michael Schumacher    | Ferrari          | 71    | 1 h 33 min 51 s 562 (196,344 km/h) | 3      | 10     |
| 2    | 2  | Rubens Barrichello    | Ferrari          | 71    | + 0 s 182                          | 1      | 6      |
| 3    | 6  | Juan Pablo Montoya    | Williams-BMW     | 71    | + 17 s 730                         | 4      | 4      |
| 4    | 5  | Ralf Schumacher       | Williams-BMW     | 71    | + 18 s 448                         | 2      | 3      |
| 5    | 9  | Giancarlo Fisichella  | Jordan-Honda     | 71    | + 49 s 965                         | 15     | 2      |
| 6    | 3  | David Coulthard       | McLaren-Mercedes | 71    | + 50 s 672                         | 8      | 1      |
| 7    | 15 | Jenson Button         | Renault          | 71    | + 51 s 229                         | 13     |        |
| 8    | 24 | Mika Salo             | Toyota           | 71    | + 1 min 09 s 425                   | 10     |        |
| 9    | 25 | Allan McNish          | Toyota           | 71    | + 1 min 09 s 718                   | 14     |        |
| 10   | 11 | Jacques Villeneuve    | BAR-Honda        | 70    | Moteur                             | 17     |        |
| 11   | 20 | Heinz-Harald Frentzen | Arrows-Cosworth  | 69    | + 2 tours                          | 11     |        |
| 12   | 23 | Mark Webber           | Minardi-Asiatech | 69    | + 2 tours                          | 21     |        |
| Abd. | 14 | Jarno Trulli          | Renault          | 44    | Pression d'essence                 | 16     |        |
| Abd. | 22 | Alex Yoong            | Minardi-Asiatech | 42    | Moteur                             | 22     |        |
| Abd. | 16 | Eddie Irvine          | Jaguar-Cosworth  | 38    | Panne hydraulique                  | 20     |        |
| Abd. | 7  | Nick Heidfeld         | Sauber-Petronas  | 27    | Collision                          | 5      |        |
| Abd. | 10 | Takuma Satō           | Jordan-Honda     | 26    | Collision                          | 18     |        |
| Abd. | 12 | Olivier Panis         | BAR-Honda        | 22    | Moteur                             | 9      |        |
| Abd. | 8  | Felipe Massa          | Sauber-Petronas  | 7     | Suspension                         | 7      |        |
| Abd. | 4  | Kimi Räikkönen        | McLaren-Mercedes | 5     | Moteur                             | 6      |        |
| Abd. | 21 | Enrique Bernoldi      | Arrows-Cosworth  | 2     | Collision                          | 12     |        |
| Abd. | 17 | Pedro de la Rosa      | Jaguar-Cosworth  | 0     | Accélérateur                       | 19     |        |

## Pole position et record du tour
- Pole position : Rubens Barrichello en 1 min 08 s 082
- Tour le plus rapide : Michael Schumacher en 1 min 09 s 298 au 68e tour.

## Tours en tête
- Rubens Barrichello : 69 (1-61 / 63-70)
- Michael Schumacher : 2 (62 / 71)

## Statistiques
- 58e victoire pour Michael Schumacher.
- 149e victoire pour Ferrari en tant que constructeur.
- 149e victoire pour Ferrari en tant que motoriste.
- La course est neutralisée à deux reprises, du tour no 25 au tour no 27 et du tour no 28 au tour no 36.